# Quotenregelung
Die Quotenregelung ist eine Verteilungsregel, bei der Güter, Ämter, Rechte, Funktionen oder Ähnliches nach einem bestimmten Verteilungsschlüssel bzw. einer bestimmten Quote zugewiesen werden. Eine Quotenregelung wird angewandt, um ein bestimmtes, politisches oder wirtschaftliches Kräfteverhältnis zwischen verschiedenen Akteuren festzuschreiben. Es kann sich dabei um erst zu erreichende Entwicklungsziele handeln. Quotenregelungen sind also Kompromisse und sollen Konflikte beenden oder zivilisieren.

## Quoten im Beschäftigungsbereich
Quoten werden hier meist dann eingesetzt, wenn durch die freie Verteilung über den Markt ein ungewolltes Ergebnis eintreten würde oder eingetreten ist. Solche Quoten werden in verschiedenen Staaten sehr unterschiedlich gehandhabt.

### Bundesbeamtengesetz in Deutschland
In Deutschland sieht § 8 Abs. 1 des Bundesbeamtengesetzes (in der aufgrund § 3 des Gesetzes zur Umsetzung europäischer Richtlinien zur Verwirklichung des Grundsatzes der Gleichbehandlung (EUGleichbUmsG) geänderten Fassung) ausdrücklich die Möglichkeit einer Quotenregelung vor:

„(1) Die Bewerber sind durch Stellenausschreibung zu ermitteln. Ihre Auslese ist nach Eignung, Befähigung und fachlicher Leistung ohne Rücksicht auf Geschlecht, Abstammung, Rasse oder ethnische Herkunft, Behinderung, Religion oder Weltanschauung, politische Anschauungen, Herkunft, Beziehungen oder sexuelle Identität vorzunehmen. Dem stehen gesetzliche Maßnahmen zur Förderung von Beamtinnen zur Durchsetzung der tatsächlichen Gleichstellung im Erwerbsleben, insbesondere Quotenregelungen mit Einzelfallprüfungen, sowie gesetzliche Maßnahmen zur Förderung schwerbehinderter Menschen nicht entgegen.“

### Kontroverse und Verbreitung von Beschäftigungsquoten
Kritiker halten Quotenregelungen zur Behebung eines ungewollten Ungleichgewichts für problematisch, da sie Diskriminierung konservieren können. Die Logik soll folgende sein: Wenn jemand durch eine Quotenregelung zu einem bestimmten Recht gekommen ist, wird unterstellt, dass diese Person nicht aufgrund ihrer Qualifikation, sondern wegen der Begünstigung durch die Quotenregelung zu ihm gelangt ist. Befürworter halten dem entgegen, dass Diskriminierung nicht erst zum Zeitpunkt des Erwerbs eines Rechtes, sondern bereits zum Zeitpunkt vor der Bewerbung um dieses besteht. Quotenregelungen heben somit die durch strukturelle Diskriminierung geschaffenen Schranken auf, sich um ein Recht zu bewerben.

## Quoten im wirtschaftlichen Bereich
In wirtschaftlichen und politischen Bereichen mit ausgeprägter Konkurrenz kann der Streit um die Ausgestaltung von Quotenregelungen dauerhaft werden: es kommt zum mehr oder weniger ritualisierten Quotenstreit oder Quotenkampf.
In der EU bestehen Quotenregelungen, um bestimmte Verteilungs- und Produktionsergebnisse zu erreichen (Produktionsquoten), etwa um Überproduktionen einzuschränken. So existiert seit 1984 eine Milchgarantie-Mengenregelung, die den EU-Staaten bestimmte Quoten für die Milchproduktion zuweist, deren Überschreitung durch eine Abgabe sanktioniert wird.
Im Bereich der Kulturindustrie werden Quoten für Film- und Musikübertragungen, z. B. eine Radioquote diskutiert bzw. praktiziert. Diese soll den Anteil von Filmen oder Liedern bestimmter Sprachen oder Herkunftsländer am Gesamtangebot der Länder regeln.
In Konsortien, Verbänden oder bestimmten Wirtschaftskartellen, besonders den sog. Syndikaten, findet man Quotenregelungen als Mittel des Interessenausgleichs.
Auch im Insolvenzrecht werden Tabellengläubiger über Quoten befriedigt.

## Geschichte
An fast allen Universitäten des Russischen Kaiserreiches bestanden Quotenregelungen, um den Anteil der jüdischen Studenten zu begrenzen. Eine Ausnahme war das Polytechnikum in Riga, das stattdessen nach Leistung über die Aufnahme entschied und an dem infolgedessen überdurchschnittlich viele Juden studierten.